# Bisdom Catamarca

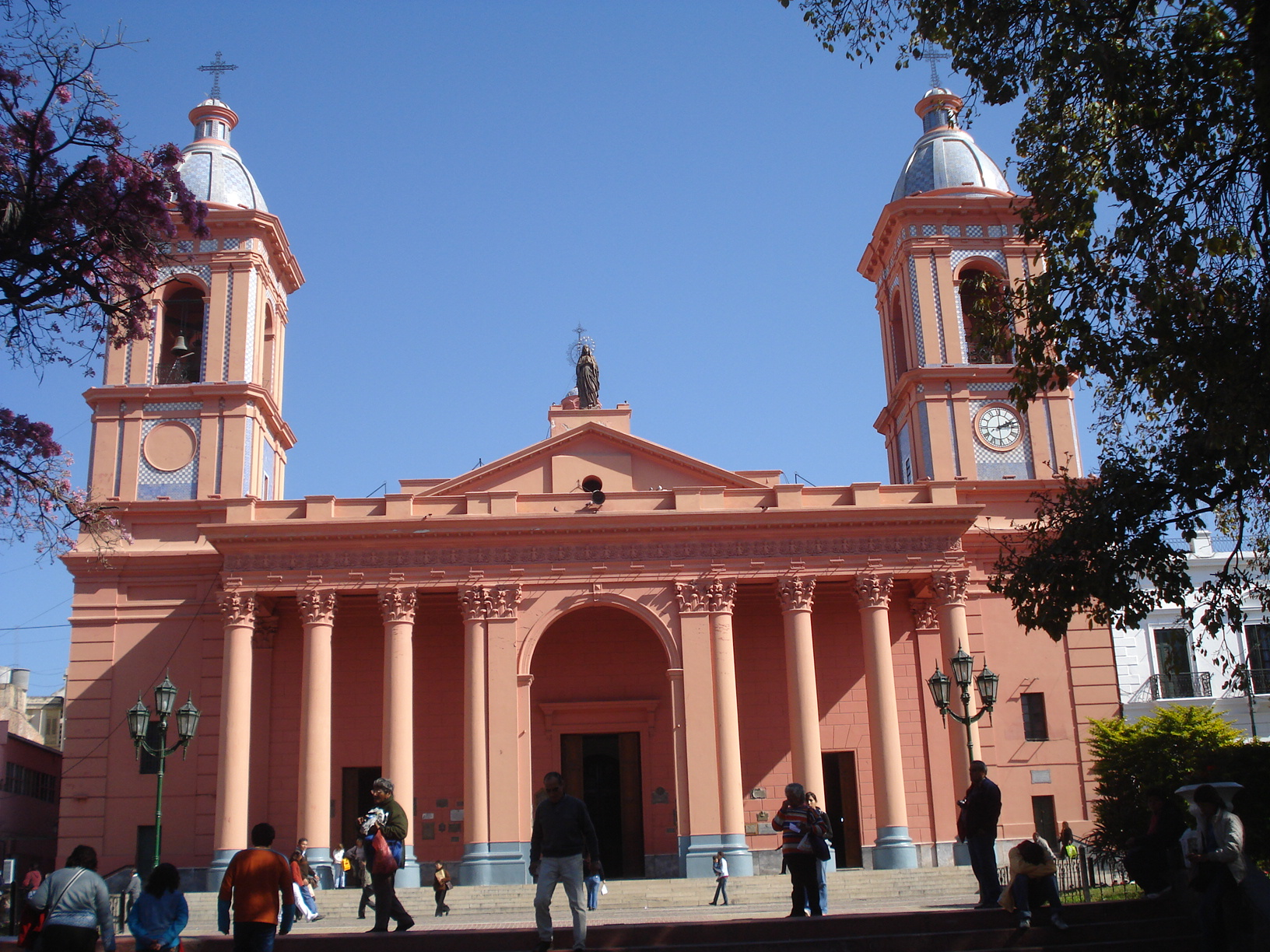
De kathedrale basiliek Nuestra Señora del Valle van Catamarca

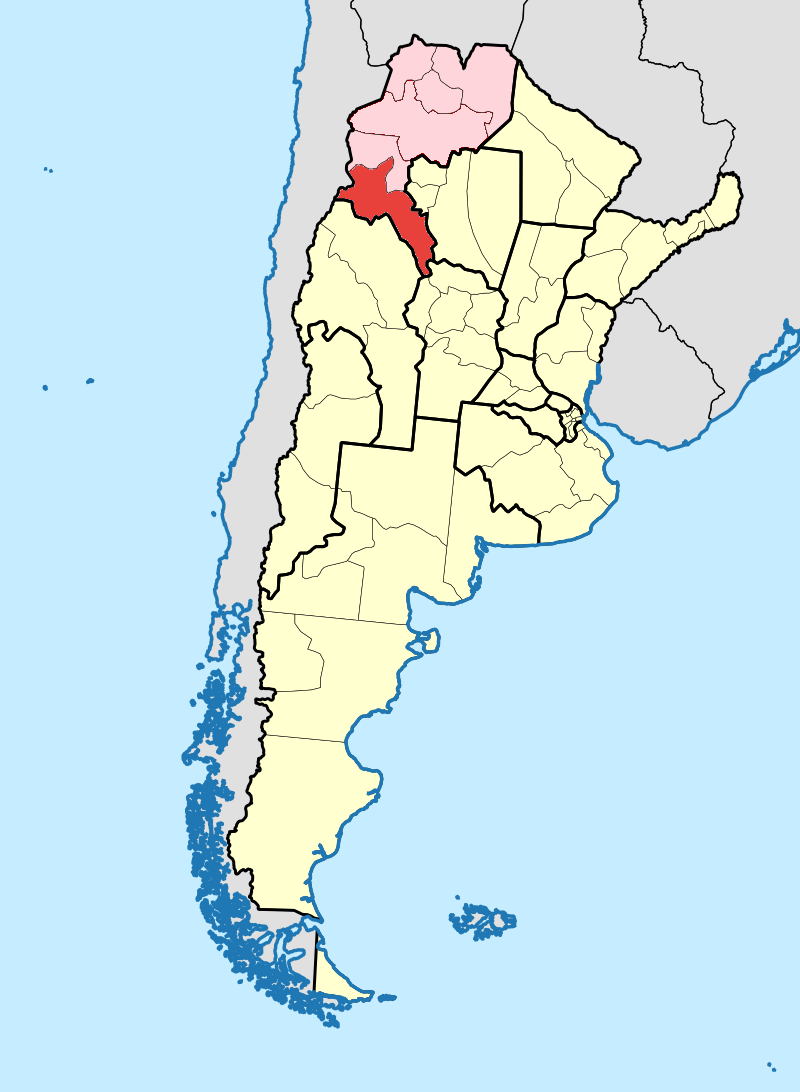
Het bisdom (rood) binnen de kerkprovincie Salta (roze)

Het bisdom Catamarca (Latijn: Dioecesis Catamarcensis) is een rooms-katholiek bisdom met als zetel Catamarca in Argentinië. Het bisdom is suffragaan aan het aartsbisdom Salta. Het bisdom werd opgericht in 1910.
In 2021 telde het bisdom 31 parochies. Het bisdom heeft een oppervlakte van 68.765 km² en telde in 2021 357.000 inwoners waarvan 93,9% rooms-katholiek waren. 

## Bisschoppen
- Barnabé Piedrabuena (1910-1923)
- Inocencio Dávila y Matos (1927-1930)
- Vicente Peira (1932-1934)
- Carlos Francisco Hanlon, C.P. (1934-1959)
- Adolfo Servando Tortolo (1960-1962)
- Alfonso Pedro Torres Farías, O.P. (1962-1988)
- Elmer Osmar Ramón Miani (1989-2007)
- Luis Urbanč (2007-)

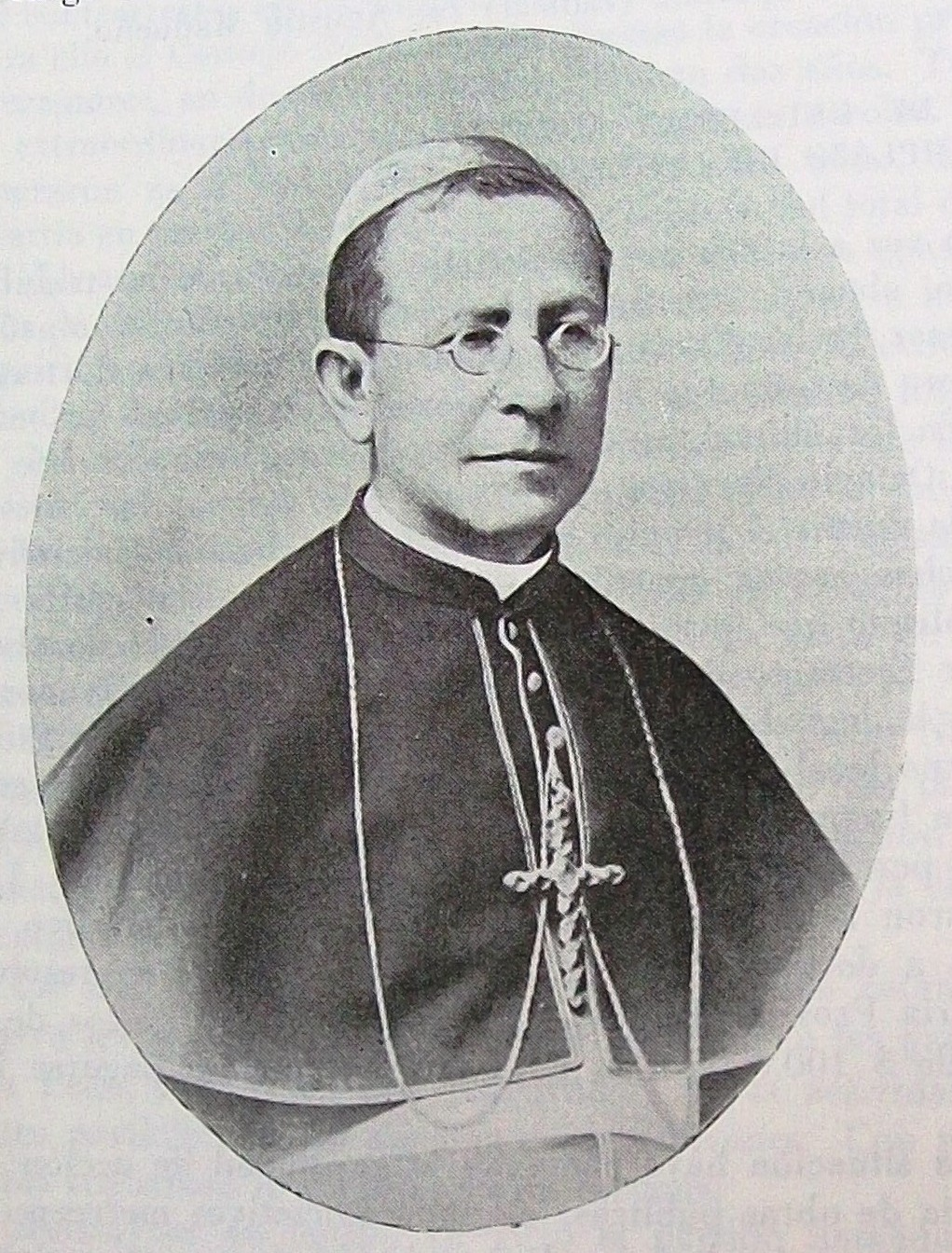
Barnabé Piedrabuena
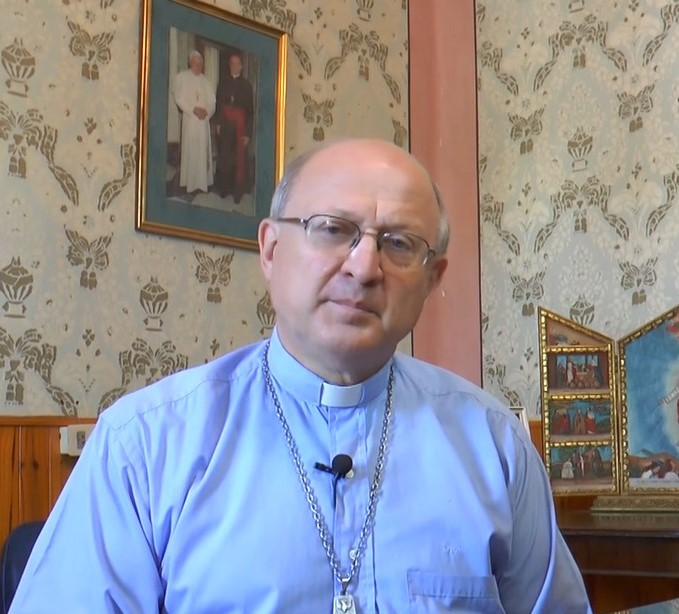
Luis Urbanč

Salta (aartsbisdom) · Cafayate (territoriale prelatuur) · Catamarca · Humahuaca (territoriale prelatuur) · Jujuy · Orán